# ダ・ヴィンチ電子書籍大賞
ダ・ヴィンチ電子書籍大賞（ダ・ヴィンチでんししょせきたいしょう）は、株式会社メディアファクトリー（現：KADOKAWA・メディアファクトリー（ブランドカンパニー）が2011年に創設した電子書籍を対象としたメディア賞。
2012年以降は電子書籍アワードの名称が用いられている。

## 概要
昨年度1年間に配信された電子書籍作品が対象。大賞には賞金100万円が進呈される。
第1回は2011年1月6日に応募を受け付け、3月23日に結果が発表される予定だったが、3月11日の東北地方太平洋沖地震の影響で、発表は4月27日に延期された。
審査員は市川真人、岡康道、津田大介、萩野正昭、一青窈、村井智建、横里隆が務める。

## 受賞作
- 第1回（2011年）
  - 大賞 - 森川幸人「ヌカカの結婚」「テロメアの帽子」「カルシノの贈り物」
  - 文芸賞 - 村上龍「歌うクジラ」
  - 書籍賞 - セオドア・グレイ「元素図鑑」
  - コミック・絵本賞 - 今日マチ子「センネン画報」
  - 特別賞 - 高田純次「適当日記」、Jコミ
  - 読者賞 - 守時タツミ「ママ、読んで！おやすみ前のおとえほん～読み聞かせ日本昔話～」
- 電子書籍アワード2012（2012年）
  - 大賞 - 石田雄太「イチロー・インタヴューズ」
  - 文芸賞 - 谷川俊太郎「谷川俊太郎の『谷川』」
  - 書籍賞 - 有限会社ノーザンライツ「panologue vol.0」
  - コミック・絵本賞 - いりやまさとし「ぴよちゃんの おともだち」
  - 特別賞 - 「僕らの漫画」制作委員会「僕らの漫画」、BCCKS
  - 読者賞 - 伊集院静「伊集院静 『男の流儀入門』」
- 電子書籍アワード2013（2013年）
  - 大賞 - 小山宙哉「宇宙兄弟」
  - 小説・エッセイ部門 - 誉田哲也「姫川玲子シリーズ」
  - コミック部門 - 小山宙哉「宇宙兄弟」
  - ライトノベル部門 - 丈月城「カンピオーネ!」
  - 教養・歴史、科学部門 - 池上彰「そうだったのか！現代史」
  - 趣味・実用書部門 - 宋美玄「女医が教える　本当の気持ちのいいセックス」
  - ビジネス・政治経済・自己啓発部門 - ウォルター・アイザックソン「スティーブ・ジョブズ（Ⅰ・Ⅱ）」